# Лінійні кораблі типу «Нормандія»

Схема лінкорів типу "Нормандія"

Лінійні кораблі типу «Нормандія» були замовлені для французького флоту в 1912–1913 роках. До типу входили «Нормандія», головний корабель, «Фландрія», «Гасконь», «Лангедок» і  «Béarn». Конструкція передбачала радикально нове для дванадцяти 340 мм гармат головного калібру: у трьох башти з чотирма гарматами, перша у своєму роді, на відміну від розміщення артилерії у двогарматних баштах, що використовувалася більшістю інших флотів. Перші чотири кораблі також були оснащені незвичайною гібридною силовою установкою, яка використовувала як парові турбіни, так і парові двигуни з потрійним розширенням для підвищення  ефективності використання палива.
Кораблі так і не були добудовані через зміни виробничих вимог та нестачу робочої сили після початку Першої світової війни в 1914 році. Будівництво перших чотирьох кораблів достатньо просунулось, щоб дозволити їх спуск на воду, щоб очистити стапелі для інших, більш пріоритетних робіт. Багато гармат, побудованих для кораблів, були переобладнані для використання армією. Після війни французький флот розглянув кілька пропозицій щодо добудови кораблів, як відповідно до початкового проєкту, так і зі змінами, які б враховували з досвід війни. Слабка французька повоєнна економіка не дозволила реалізувати ці плани, і перші чотири кораблі були утилізовані.
Останній корабель «Béarn», який знаходився на початкових стадіях будівництва на момент припинення робіт, був перетворений на авіаносець у 1920-х роках. Він залишалася у строю до 1960-х років, і в кінцевому підсумку був утилізований в 1967 році.